# Love Devotion Surrender
Love Devotion Surrender är ett musikalbum av Carlos Santana och John McLaughlin. Albumet spelades in i oktober 1972 samt mars 1973 och släpptes sommaren 1973 på Columbia Records. Både Santana och McLaughlin var under inspelningsperioden starkt inspirerade av gurun Sri Chinmoys läror. Mestadels består albumet av långa gitarrjam och det var tänkt som en hyllning till saxofonisten John Coltrane. Santana hade snabbt närmat sig jazz fusion på sitt förra album Caravanserai och detta kulminerade på detta album. Bland andra medverkande musiker på skivan kan nämnas Billy Cobham och Jan Hammer.

## Låtlista
(kompositör inom parentes)
1. "A Love Supreme" (Coltrane)
2. "Naima" (Coltrane)
3. "The Life Divene" (McLaughlin)
4. "Let Us Go Into the House of the Lord" (trad.)
5. "Meditation" (McLaughlin)

## Listplaceringar
| Lista (1973)   | Position            |
| -------------- | ------------------- |
| Australien     | 6 (Go Set)          |
| Finland        | 17                  |
| Kanada         | 21 (RPM)            |
| Norge          | 19 (VG-lista)       |
| Storbritannien | 7 (UK Albums Chart) |
| Sverige        | 4 (Kvällstoppen)    |
| USA            | 14 (Billboard 200)  |
| Västtyskland   | 26                  |
| Österrike      | 6                   |